# Oscar Haupt
Oscar Henrik Haupt, född 26 oktober 1873 i Örebro, död 14 maj 1958 i Saltsjöbaden, var en svensk affärsman.
Oscar Haupt var son till handlaren Johan Fredrik Pettersson. Han genomgick Ladugårdslands läroverk i Stockholm och hade från 1859 anställningar inom pappersgrosshandeln. Haupt blev 1914 disponent och 1917 direktör i Frans Svanström & Co.:s pappershandelsaktiebolag samt var 1922–1939 VD för AB Svanströms pappersagentur. Han var från 1937 vice ordförande i Stockholms köpmannaförening och var 1914–1917 styrelseledamot i Sverige kontoristförening. Han var vice ordförande i Stockholms stads brandstodsbolag 1927–1945 och i Svenska personalpensionskassan 1917–1927. Han har varit en av de ledande krafterna inom Stockholms borgarskola. Han tillhörde skolans överstyrelse 1925–1943 och var samtidigt även ordförande i skolans undervisningsnämnd och i styrelsen för den till Borgarskolan ansluta Sankt Eriks folkhögskola 1940–1943. Han var styrelseledamot i Baltiska stiftelsen sedan 1937 och i styrelsen för Föreningen De gamlas dag från 1932. Inom var även aktiv inom den frivilliga skytterörelsen och scoutrörelsen och ordförande i Scoutfrämjandets arbetsutskott 1938–1945. Genom gåvor och donationer stödde han ett flertal kulturella ändamål för vilka han intresserade sig.